# Phenisopham
Phenisopham ist eine chemische Verbindung aus der Gruppe der Carbanilate bzw. Carbamate.

## Gewinnung und Darstellung
Phenisopham kann durch Reaktion der Zwischenprodukte aus m-Aminophenol mit Chlorameisensäureisopropylester und N-Ethylanilin mit Phosgen gewonnen werden.

## Eigenschaften
Phenisopham ist ein farbloser Feststoff, der praktisch unlöslich in Wasser ist Phenisopham unterliegt einer Photo-Fries-Reaktion, bei der Umlagerungsprodukte (Hydroxybenzamid) und Fragmentierungsprodukte (Hydroxyphenylcarbamat und N-Ethylanilin) entstehen.

## Verwendung
Phenisopham wurde als Herbizid zur Bekämpfung von breitblättrigem Unkraut bei Baumwolle verwendet und 1977 auf den Markt gebracht.